# Куно, Сэйити
Сэйити Куно (яп. 久納 誠一, 4 марта 1887, Токио, Японская империя — 13 марта 1962) — генерал-лейтенант Императорской армии Японии, участник Второй японо-китайской войны.

## Биография
Родился в Токио. В 1905 году окончил Военную академию Императорской армии Японии, после чего служил в кавалерии. В 1914 году окончил Высшую военную академию Императорской армии Японии. В 1915—1917 годах был адъютантом принца Фушимы Суданару. В 1917—1919 годах был военным наблюдателем от Франции в Румынии в годы Первой мировой войны.
После возвращения в Японию Куно занимал ряд штабных и административных должностей, в том числе генерал-губернатора Кореи в 1927 году.
В 1927—1929 годах Куно командовал 28-м кавалерийским полком Императорской армии Японии. В 1929—1932 годах был инструктором в армейском военном колледже, а в 1932—1933 годах инструктором в кавалерийской школе. В 1933 году был назначен начальником штаба 8-й дивизии Императорской армии Японии.
В 1935 году непродолжительное время был начальником кавалерийского училища, потом был назначен командиром 4-й кавалерийской бригады Императорской армии Японии. Получил звание генерал-майора в 1936 году.
В 1936—1938 годах был начальником штаба Корейской армии. В 1938 году получил звание генерал-лейтенанта и стал командиром 18-й дивизии Императорской армии Японии, которая вела бои во время Зимнего наступления 1939—1940 годов. В 1940 году командовал 22-й армией во время Сражений в Южной Гуанси. После несанкционированных действий во время вторжения во Французский Индокитай ушёл в отставку в 1941 году.